# Eleonora Blasius
Eleonora Blasius was een Nederlands kunstschilder uit de 17e eeuw.

## Levensloop
Blasius was een zus van Gerard Blasius en Joan Blasius. Haar schilderij Venus is door haar broer, de dichter Joan Blasius, in 1661 bezongen. Blasius was werkzaam in Leiden en Amsterdam. In 1656 huwde ze met de in Helsingør geboren wijnhandelaar Thomas Jansen.
Een tekening en een gedicht van haar hand zijn opgenomen in het Album Amicorum van haar broer. Afgebeeld is Minerva met haar voet op Cupido. Op het schild van Minerva staat het wapen van de familie Blasius.

Allard Pierson, Universiteit van Amsterdam, Hs. V J 50, inscriptie Eleonora Blasius